# Tercena
Tercena é uma localidade no extremo norte da freguesia de Barcarena, Município de Oeiras, Distrito de Lisboa. Situa-se numa das saídas do IC19 e faz vizinhança com Queluz de Baixo, Barcarena e a cidade de Queluz. Nos censos de 2001 foram registados 4067 habitantes.
Em 2018, a localidade ganhou um centro de saúde.

## História

### Toponímia
A primeira alusão à localidade surge com a referência à "Herdade dos homens de Torgena" em 1260, sendo este o registo mais antigo da povoação. Torgena seria uma palavra de influência árabe com o significado de arsenal. Este facto indica que já nessa altura poderia existir uma ferraria real, no lugar onde mais tarde (em 1540) se começou a fabricar pólvora. O topónimo evoluiria mais tarde para Trocena (em 1838) e Torcena (até 1930). Finalmente e desde então é designada de Tercena, forma cunhada pelo então vereador da Câmara Municipal de Oeiras, Joaquim Cabral.

## Equipamentos
- Grupo Recreativo de Tercena
- Escola Básica 1 Santo António de Tercena
- Mercado de Tercena
- Associação Cultural de Tercena

## Pontos de interesse
- Fábrica da Pólvora de Barcarena
- Universidade Atlântica
- Igreja de Santo António de Tercena
- Rancho Folclórico As Macanitas
- Rancho Folclórico As Macanitas da Associação Cultural De Tercena.